# 山卓·阿希納里
桑德罗·阿希納里（Sandro Asinari，1969年—），義大利克雷莫納提琴製作師。

## 簡介
1969年生於義大利克雷莫納省卡薩爾馬焦雷。14歳進入克雷莫納國際提琴製作學校（Scuola Internazionale di Liuteria di Cremona，縮寫 I.P.I.A.L.L.），師事馬西莫·內葛洛尼（Massimo Negroni）、瓦娜·贊貝里（Wanna Zambelli）。1987年自提琴製作學校畢業，進入製琴大師吉歐·巴塔·莫拉西（Gio Batta Morassi）的工作坊C.E.E.學習，在大師的指導下，獲得很多知識與技術的成長。1991年在克雷莫納開業，成立個人工作坊。
他曾在克雷莫納國際提琴製作学校擔任教職，現在則是安東尼奧·史特拉第瓦里製琴製弓師協會（Consorzio Liutai e Archettai Antonio Stradivari di Cremona）和義大利製琴師協會（A.L.I.）的會員，並擔任A.L.I.的秘書一職。

## 榮譽
- 1991年Baveno製琴比賽小提琴組第二名、最佳新人獎。
- 1993年Baveno製琴比賽小提琴組第一名。
- 1995年Baveno製琴比賽中提琴組第二名、最佳音質"Turris"獎。
- 1996年Bagnocavallo製琴比賽小提琴組決賽入圍。
- 1997年Bavevo製琴比賽大提琴組第三名、最高工藝"Pro-Loco"獎。
- 2001年Baveno製琴比賽最佳漆藝"Conia"賞受賞。
- 2003年第10屆義大利克雷莫納 Triennale 弦楽器製作比賽中提琴組佳作獎。
- 2006年第11屆波蘭維尼奧夫斯基國際製琴比賽第二名。
- 2008年第3屆斯洛伐克VIOLINO ARVENZIS國際製琴比賽，綜合排名第一名。